# حزب سوسیالیست کانادا (۱۹۰۴)
اولین حزب سوسیالیست کانادا (به انگلیسی: Socialist Party of Canada) (SPC) یک حزب سیاسی با ایدئولوژی سوسیالیسم در کشور کانادا بود. این حزب از سال ۱۹۰۴ تا ۱۹۲۵ به رهبری ET Kingsley فعالیت می‌کرد. این حزب روزنامه وسترن کلاریون را منتشر کرد.

## تاریخچه

### استقرار
تأسیس حزب سوسیالیست کانادا در چهارمین کنگره سالانه حزب سوسیالیست بریتیش کلمبیا در ۳۰ و ۳۱ دسامبر ۱۹۰۴ آغاز شد. از نمایندگان حاضر در این کنوانسیون خواسته شد با توجه به پذیرش این سکوی با احزاب و سازمانهای سوسیالیست در سایر استانها، سازماندهی هسته یک حزب فدرال را بررسی کنند. سازمانهای سوسیالیست به سرعت تشکیل حزب را تأیید کردند و مدیر اجرایی جدید حزب برای اولین بار در ۱۹ فوریه ۱۹۰۵ تشکیل جلسه داد.
این حزب دارای گرایش انقلابی مارکسیستی بود و هدف خود را تلاش برای اصلاح سرمایه‌داری را منفی برای هدف براندازی کامل نظام سرمایه‌داری و جایگزینی آن با الگوی سوسیالیستی می‌دانست.

### ساختار
این حزب به عنوان شبکه ای از سازمانهای محلی ساخته شده بود که هرکدام در جوامع مربوط به خود آموزش و تبلیغات را انجام می‌دادند. دستگاه‌های اجرایی در سطح استان که فعالیت این گروه‌های محلی را هماهنگ می‌کردند، در پنج استان - بریتیش کلمبیا، آلبرتا، انتاریو، منیتوبا و استان‌های دریایی وجود داشتند. دفتر مرکزی کمیته اجرایی ملی حاکم بر این سازمان بود و در بریتیش کلمبیا تشکیل جلسه داد، اما تقریباً به‌طور کامل از ساکنان بریتیش کلمبیا تشکیل شده بود. هیچ کنگره ملی حزب هرگز برگزار نشده‌است.
SPC از نظر عددی در بریتیش کلمبیا که موفق به کسب کرسی‌هایی در مجلس قانونگذاری استان شد، قوی‌ترین بود. در انتخابات استانی سال ۱۹۰۷، حزب کمونیست جمهوری بیش از ۵۰۰۰ رای به دست آورد. به دنبال آن قوی‌ترین نمایش در تاریخ حزب در سال ۱۹۰۹، هنگامی که بیش از ۱۱۰۰۰ رأی را جمع‌آوری کرد - حدود ۲۲٪ از کل آرا cast ریخته شده. رهبری شورای تجارت و ونکوور در این دوره به اعضای متعهد CPC متعهد بودند و این مقامات در ایجاد تلاش برای کاهش حمایت CPC از طریق تأسیس یک حزب کارگر جدید نقش داشتند.
در وینیپگ، شعبه SPC مانیتوبا در ابتدا رقیب گروه‌های کارگری اصلاح طلب شهر بود. SPC ممکن است مسئول شکست نامزد کارگر میانه‌رو فرد دیکسون در انتخابات ۱۹۱۰ باشد. واکنش‌های ناشی از گروه‌های صنفی، SPC را در وینیپگ برای چندین سال تضعیف کرد.
حزب سوسیالیست کانادا در انتخابات ملی ۱۹۱۱ ضعیف ظاهر شد، و این به انتخابات استانی بریتیش کلمبیا در ۱۹۱۲ منتقل شد، که در آن حمایت حزب به طرز چشمگیری سقوط کرد، و بار دیگر زیر ۵ هزار رأی قرار گرفت. حتی پیش از این انتخابات این حزب با رسوایی که در آن رهبر پارلمان خود، JH Hawthornthwaite، نشان داد که در ونکوور مشغول گمانه زنی در زمین است تحت فشار قرار گرفت و قبل از رای‌گیری تحت فشار قرار گرفت تا استعفا دهد. فقط دو عضو SPC موفق شدند در بریتیش کلمبیا در سال ۱۹۱۲ انتخابات را بدست آورند. دو سال بعد، هر دوی اینها به لیبرال‌ها گرایش پیدا کردند و این روند افول سوسیالیستی را بیشتر برجسته کرد.

### جنگ جهانی اول

جلد جزوه ای که در سال‌های جنگ جهانی اول توسط حزب سوسیالیست کانادا به دلیل ممنوعیت انتشارات ناشر مارکسیست آمریکایی چارلز اچ کر و شرکت منتشر شده‌است.

SPC در ایجاد One Big Union در کانادا نقش اساسی داشت.
در نتیجه انقلاب روسیه و اعتصاب عمومی وینیپگ، تعدادی از طرفداران حزب SPC جذب بلشویسم و ایده‌های ولادیمیر لنین و لئون تروتسکی شدند. اگرچه بسیاری این کار را کردند، همه کسانی که لنینیسم را رد کردند به سمت موضع سوسیالیستی تکاملی یا تدریجی حرکت نکردند. در سال ۱۹۲۰، هنگامی که بسیاری از اعضای حزب برای پیوستن به حزب فدراسیون کار کانادا، که توسط فدراسیون کار انگلیس کلمبیا تشکیل شد، شکاف رخ داد. سایر اعضای SPC به احزاب کارگر و کارگران مستقل پیوستند که در سراسر کشور تشکیل می‌شدند. (رجوع کنید به حزب کارگر .)
از سال ۱۹۰۳ تا ۱۹۱۲، تعدادی از اعضای SPC به عنوان اعضای مجلس قانونگذاری (MLA) در بریتیش کلمبیا انتخاب شدند. اوج این حزب در انتخابات ۱۹۱۲ بود که ۱۷ کاندیدا را به عنوان نامزد انتخاب کرد و دو کرسی مجلس قانونگذاری و ۱۱٪ آرا popular عمومی را بدست آورد. فشارها برای داشتن چنین مجلسی عظیم (در دو انتخابات قبلی) باعث ایجاد شکاف در حزب شد و در انتخابات بعدی از بین رفت. در سال قبل از میلاد هرگز کرسی دیگری به دست نیاورد.

به دلیل مخالفت بی‌دریغ SPC با جنگ در اروپا، حزب پس از درگیر شدن کانادا در این ماجرا تحت نظارت بیشتر دولت و فشار قرار گرفت. در پاییز ۱۹۱۸ انتشار رسمی حزب سوسیالیست، The Western Clarion ، توسط دولت ممنوع شد. در ۱۱ ژانویه ۱۹۱۹ نشریه جدیدی به نام پرچم سرخ توسط SPC راه اندازی شد تا در مورد ممنوعیت دولت سلف خود کار کند. در شماره اول این نشریه، نظارت دولت کانادا بر نامه نگاری و استفاده از اداره پست به عنوان ابزاری برای سیاست، اشاره شده‌است:
"ارگان رسمی سرکوب شده‌است. . . جزوه‌های پست شده توقیف شده و شکایات نادیده گرفته می‌شوند. تقریباً هر نامه ای که به این دفتر می‌رسد علائم غیرقابل تردیدی در مورد بازشدن آن دارد، اگرچه هیچ علامت سانسوری در این مورد وجود ندارد. همه این نامه‌ها بی‌دلیل منصرف می‌شوند، حدود چهار، پنج و شش هفته قبل از تحویل در نامه‌های الکترونیکی هستند. . . 

علاوه بر این، نامه‌ها و بسته‌هایی که ارسال کرده‌ایم نتوانسته‌اند به مقصد برسند. نامه‌های تک تک اعضای حزب نیز از همان سانسور مخفی مخفی رنج می‌برد. اعتراضات و شکایات ما به روسای ادارات فقط به پاسخهای رسمی مبهم و اجتناب ناپذیر منتهی می‌شود. "
این حزب یک نیروی سیاسی حاشیه ای در مانیتوبا بود تا سال ۱۹۲۰ که جورج آرمسترانگ به عضویت مجلس قانونگذار مانیتوبا برای وینیپگ در لیست «کارگران متحد» انتخاب شد. آرمسترانگ به دلیل مخالفت سیاستمداران کمونیست در شهر، در سال ۱۹۲۲ شکست خورد.
در سال ۱۹۲۱، بیشتر اعضای مارکسیست SPC را ترک کردند و به حزب کارگران پیوستند، که جناح قانونی حزب جدید کمونیست کانادا بود. در سال ۱۹۲۵، حزب سوسیالیست رسماً منحل شد. بسیاری از اعضای باقیمانده آن به حزب مستقل کارگر پیوستند.

### حزب سوسیالیست انتاریو
حزب سوسیالیست انتاریو (بعداً "حزب سوسیالیست کانادا") یک حزب سیاسی استانی در انتاریو بود که در سال ۱۹۰۵ در یک حزب سیاسی ملی، حزب سوسیالیست ادغام شد. این اتحادیه در همایش لیگ سوسیالیست انتاریو که در روز شکرگذاری ۱۹۰۳ برگزار شد، تأسیس شد و در آن لیگ نام خود را به حزب سوسیالیست انتاریو تغییر داد. حزب جدید از نظر عددی شروع خوبی داشت، در این کنوانسیون حدود پنجاه نماینده از تورنتو، سنت توماس، لندن، گلف، گالت، پاریس، پرستون، اوریلیا، جزیره مانیتولین و کوهستان حضور داشتند.

#### استان‌های دیگر
- حزب سوسیالیست آلبرتا (تشکیل شده در حالی که هنوز بخشی از سرزمینهای شمال غربی است)
- حزب سوسیالیست بریتیش کلمبیا
- حزب سوسیالیست مانیتوبا
- حزب سوسیالیست یوکان
- حزب سوسیالیست کبک

## نتایج انتخابات بر اساس سال

### انتخابات عمومی
| سال                 | نامزدها | رای   | رای مردم |
| انتخابات فدرال ۱۹۰۴ | ۳       | ۱،۷۹۴ | ۰٫۱۸٪    |
| انتخابات فدرال ۱۹۰۸ | ۵       | ۶٬۰۷۱ | ۰٫۵۲٪    |
| انتخابات فدرال ۱۹۱۱ | ۶       | ۴۵۷۴  | ۰٫۳۵٪    |
| انتخابات فدرال ۱۹۲۱ | ۱       | ۳٬۰۹۴ | ۰٫۱۰٪    |
| انتخابات فدرال ۱۹۲۵ | ۱       | ۱٬۸۸۸ | ۰٫۰۶٪    |
| انتخابات فدرال ۱۹۲۶ | ۱       | ۶۷۲   | ۰٫۰۲٪    |

توجه داشته باشید:
- کتابخانه پارلمان نتایج را با حزب سوسیالیست کانادا (۱۹۳۱) متفاوت نمی‌کند.

## انتشارات
- سوسیالیسم و اتحادیه
- پرولتری در سیاست اف. بلیک
- راه قدرت (۱۹۱۳) جی بی اس آزبورناُسی‌ال‌سی ۲۲۲۸۰۲۲۴۸
- برده مزرعه الف ناگهان
- مزدور و کشاورز جی پیلکینگتون
- سوسیالیسم چیست؟ ما هاردنبورگ
- سوسیالیسم ، انقلاب و انترناسیونالیسم
- مبارزه برای هستی جرالد دزموند
- علل اقتصادی جنگ پیتر لکی، چاپ مجدد از وسترن کلاریون
- مانیفست حزب سوسیالیست کانادا

## گروه‌های جدا شده
- حزب سوسیال دموکرات بریتیش کلمبیا (SDPBC، ۱۹۰۷)
- حزب سوسیال دموکرات کانادا (SDPC، 1911)[۷]
- حزب سوسیالیست آمریکای شمالی (SPNA، ۱۹۱۱)